# Российская ассоциация морского права
Российская Ассоциация морского права или РУМЛА (англ. Russian Maritime Law Association, RÚMLA) — некоммерческая организация, занимающаяся просветительской деятельностью в сфере морского права. Ассоциация находится в Санкт-Петербурге – морской столице России. C 30 сентября 2021 года Ассоциация является членом Международного морского комитета (ММК) / фр. Comité Maritime International (CMI).

## История
Юристы, работающие в области торгового мореплавания, нередко учреждают объединения для совместного решения сложных вопросов морского права, а также унификации морского законодательства разных государств.
В России такое объединение впервые было создано в 1905 году и называлось Российским обществом морского права. Направления деятельности общества определялись Уставом Российского общества морского права и сводились к разработке теоретических и практических вопросов по морскому праву, распространению сведений по этому предмету и объединению норм морского законодательства разных государств. 
На международном уровне объединением морских юристов является Международный морской комитет, созданный в 1897 году в Антверпене. Основным направлением деятельности комитета является унификация морского права и соответствующей коммерческой практики.
С 1907 года Российское общество морского права в качестве национальной ассоциации было представителем Российской Империи в Международном морском комитете.
Последнее упоминание Российского общества морского права как национальной ассоциации встречается в бюллетене Конференции Комитета 1921 г. в Антверпене. При этом делается пометка, что состав бюро приводится по состоянию на дату проведения Копенгагенской конференции 1913 г. В последний раз члены Комитета из России появляются в бюллетене Конференции от 1949 г., однако в разделе «Умершие члены».
Впоследствии участие России и СССР в работе Международного морского комитета было приостановлено из-за изоляционистской политики СССР. Однако в 1968 году была создана Советская ассоциация морского права. Основателями организации выступили представители морских портов, рыболовецких колхозов, научных и высших учебных заведений.
В 1969 г. Советская ассоциация морского права была принята в состав Международного морского комитета. 
После распада СССР Советская ассоциация морского права была преобразована в Ассоциацию международного морского права. Ассоциация международного морского права сохраняла своё членство в Комитете до 2017 г., пор пока не была исключена из Комитета в связи с длительной задолженностью по внесению членских взносов.
В 2018 г. была создана Российская Ассоциация морского права. Создателями ассоциации выступили юристы, практикующие в сфере морского права: Константин Краснокутский, Константин Путря и Филипп Вагин. Постепенно в состав Ассоциации вошло около 100 юристов, так или иначе связанных с морским правом.
С 30 сентября 2021 г. Российская Ассоциация морского права стала представлять Россию в Международном морском комитете и выплатила задолженность прошлой Ассоциации.

## Деятельность
Целями Ассоциации являются:
- координация деятельности членов в области международного частного и публичного морского права;
- участие российских специалистов в формировании системы морского права и смежных отраслей;
- развитие международных связей в области морского права;
- развитие и продвижение России как благоприятной для торгового мореплавания юрисдикции[13].

Российская Ассоциация морского права выпускает двуязычный (русско-английский) журнал «Морское право» научно-образовательной направленности в области морского права. В журнале содержится информация по наиболее актуальным вопросам правовой доктрины и правоприменительной практики в области морского права как в Российской Федерации, так и за рубежом. Цель журнала – способствовать унификации морского права во всех его аспектах. Журнал издается 4 раза в год.
Кроме того, Российская Ассоциация морского права проводит семинары, посвящённые вопросам морского права. 1 декабря 2021 года RUMLA был проведен семинар с обсуждением Проекта Конвенции о продаже морских судов на основании судебного решения. Работу над данным проектом ведёт Комиссия ООН по праву международной торговли (ЮНСИТРАЛ). На семинаре обсуждалось два основных вопроса: правовое значение сертификата, выдаваемого в стране продажи судна, и возможность отчуждения судна до внесения записи в реестр о новом правообладателе.
1 февраля 2022 года был проведен второй семинар RUMLA, посвященный обсуждению Проекта конвенции о продаже морских судов на основании судебного решения. Участники обсуждали следующие вопросы: возможность оспаривания решения суда о продаже судна, принятого в иностранном государстве, судьба арестов в стране регистрации судна, судьба арестов судов, принимаемых судами разных стран, при публичной продаже судна.
С сентября 2021 года Российская Ассоциация морского права участвует в заседаниях Международного морского комитета и стремится доносить до международного сообщества интересы российских организаций, задействованных в области торгового мореплавания. Среди вопросов, стоящих на повестке дня, следующие: арктическое судоходство, ответственность за экологический ущерб, унификация правил и совершенствование регулирования.
Кроме того, Ассоциация:
- издаёт Кодекс торгового мореплавания Российской Федерации;
- аккумулирует аналитическую информацию из области логистики, перевозок, экспедиторской деятельности в области торгового мореплавания;
- занимается экспертной деятельностью;
- осуществляет иную деятельность, целью которой является развитие и распространение знаний о морском праве.

## Членство
Деятельность Российской ассоциации морского права (RUMLA) основана на демократических принципах, в соответствии с которыми любой, кто заинтересован в морском праве, может стать членом этой организации. В Ассоциации предусмотрено две категории членства: действительный член (член, обладающий правом голоса) и ассоциированный член (не обладающий правом голоса).
В  Ассоциации представлены все поколения юристов и специалистов из разных областей, связанных с судоходной отраслью: от специалистов которые начали работать на закате советской эпохи до студентов бакалавриата.